# Euphorbia kimberleyana
Euphorbia kimberleyana là một loài thực vật có hoa trong họ Đại kích. Loài này được (G.Will.) Bruyns mô tả khoa học đầu tiên năm 2006.